# Municipio de Molango de Escamilla
El municipio de Molango de Escamilla es uno de los ochenta y cuatro municipios que conforman el estado de Hidalgo, México. La cabecera municipal y localidad más poblada es Molango.
El municipio se localiza al norte del territorio hidalguense entre los paralelos 20° 42’ y 20° 59’ de latitud norte; los meridianos 98° 41’ y 98° 53’ de longitud oeste; con una altitud entre 300 y 2200 m s. n. m. Este municipio cuenta con una superficie de 198.31 km², y representa el 0.95 % de la superficie del estado; dentro de la región geográfica denominada como Sierra Alta.
Colinda al norte con los municipios de Tlahuiltepa, Tepehuacán de Guerrero y Lolotla; al este con los municipios de Lolotla y Xochicoatlán; al sur con los municipios de Xochicoatlán, Metztitlán, Eloxochitlán y Juárez Hidalgo; al oeste con los municipios de Juárez Hidalgo y Tlahuiltepa.

## Toponimia
El nombre proviene del náhuatl, Molli ‘mole’, a (posesivo) y co ‘lugar, cuyo significado es "Lugar de Mole" o que "Tiene Mole".

## Geografía

### Relieve e hidrográfica

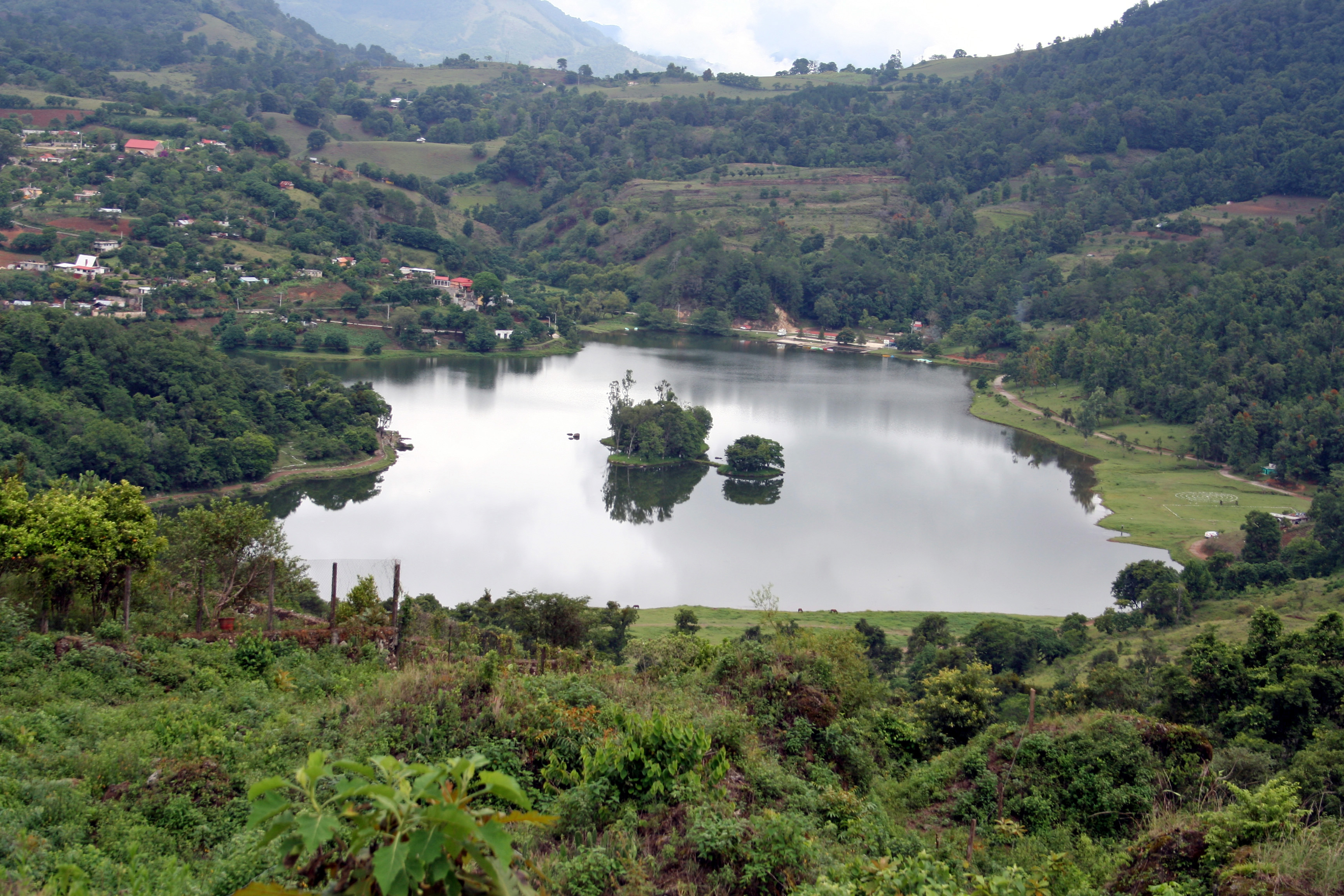
Laguna de Atezca.

En cuanto a fisiografía se encuentra dentro de las provincias del Sierra Madre Oriental; dentro de la subprovincia de Carso Huasteco. Su territorio es sierra (79.0%) y meseta (21.0%).
En cuanto a su geología corresponde al periodo jurásico (63.34%), cretácico (19.5%) y neógeno (15.0%). Con rocas tipo ígnea extrusiva: basalto (7.0%), toba ácida (7.0%) y traquita (1.0%); sedimentaria: caliza-lutita (55.0%), caliza (19.5%) y arenisca (8.34%). En cuanto a edafología el suelo dominante es leptosol (73.0%), luvisol (15.84%) y phaeozem (9.0%).
En lo que respecta a la hidrología se encuentra posicionado en las regiones hidrológicas del Pánuco; en las cuencas del río Moctezuma; dentro de las subcuencas de río Amajac (87.0%) y río los Hules (13.0%). Las corrientes de agua que conforman el municipio son: El Río Malila, el Río Chichapan, el Arroyo del Agua Fría, los manantiales de Xochico, El Chorro y Atlapachotl, aparte de cientos de manantiales más en pueblos, rancherías y potreros, el Río Caxhuacán y la laguna de Atezca.

### Clima
El territorio municipal se encuentran los siguientes climas con su respectivo porcentaje: Semicálido húmedo con lluvias todo el año (63.0%), templado subhúmedo con lluvias en verano, de mayor humedad (19.0%), templado húmedo con abundantes lluvias en verano (16.0%) y templado húmedo con lluvias todo el año (2.0%). Presenta un clima templado, con lluvias regulares y precipitaciones promedio anual de 1438 mm, Con temperatura de 17 °C.

### Ecología
La flora en el municipio está formada por encino, cedro, bálsamo, oyamel, trueno, sauce, cuatlapal, la caoba, el ébano. La fauna se comprende animales como, una enorme variedad de aves como el centzontle, el clarín, la primavera, el gorrión, el pájaro rico, águilas, auras y zopilotes.

## Demografía

### Población
De acuerdo a los resultados que presentó el Censo Población y Vivienda 2020 del INEGI, el municipio cuenta con un total de 11 578 habitantes, siendo 5685 hombres y 5893 mujeres. Tiene una densidad de 58.4 hab/km², la mitad de la población tiene 31 años o menos, existen 96 hombres por cada 100 mujeres.
El porcentaje de población que habla lengua indígena es de 0.97 %, y el porcentaje de población que se considera afromexicana o afrodescendiente es de 0.22 %. Tiene una Tasa de alfabetización de 99.0 % en la población de 15 a 24 años, de 88.4 % en la población de 25 años y más. El porcentaje de población según nivel de escolaridad, es de 7.6 % sin escolaridad, el 56.9 % con educación básica, el 21.3 % con educación media superior, el 14.1 % con educación superior, y 0.1 % no especificado.
El porcentaje de población afiliada a servicios de salud es de 85.3 %. El 7.9 % se encuentra afiliada al IMSS, el 74.5 % al INSABI, el 14.2 % al ISSSTE, 0.7 % IMSS Bienestar, 0.6 % a las dependencias de salud de PEMEX, Defensa o Marina, 1.5 % a una institución privada, y el 3.2 % a otra institución. El porcentaje de población con alguna discapacidad es de 8.4 %. El porcentaje de población según situación conyugal, el 33.4 % se encuentra casada, el 31.1 % soltera, el 23.0 % en unión libre, el 5.3 % separada, el 0.9 % divorciada, el 6.2 % viuda.
Para 2020, el total de viviendas particulares habitadas es de 3336 viviendas, representa el 0.4 % del total estatal. Con un promedio de ocupantes por vivienda 3.2 personas. Predominan las viviendas con tabique y block. En el municipio para el año 2020, el servicio de energía eléctrica abarca una cobertura del 97.7 %; el servicio de agua entubada un 47.6 %; el servicio de drenaje cubre un 96.9 %; y el servicio sanitario un 97.8 %.

### Localidades

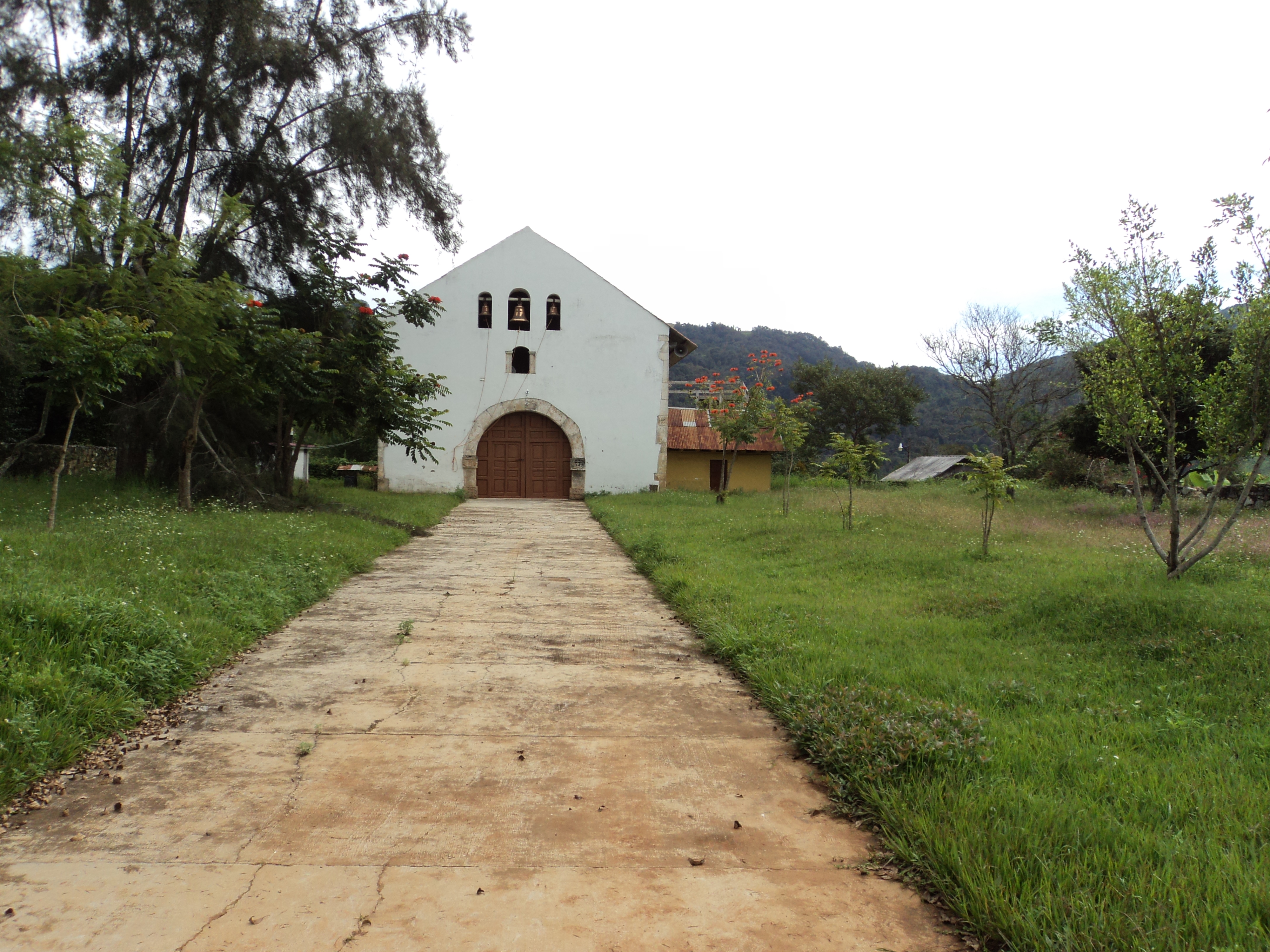
Localidad de Atezca.

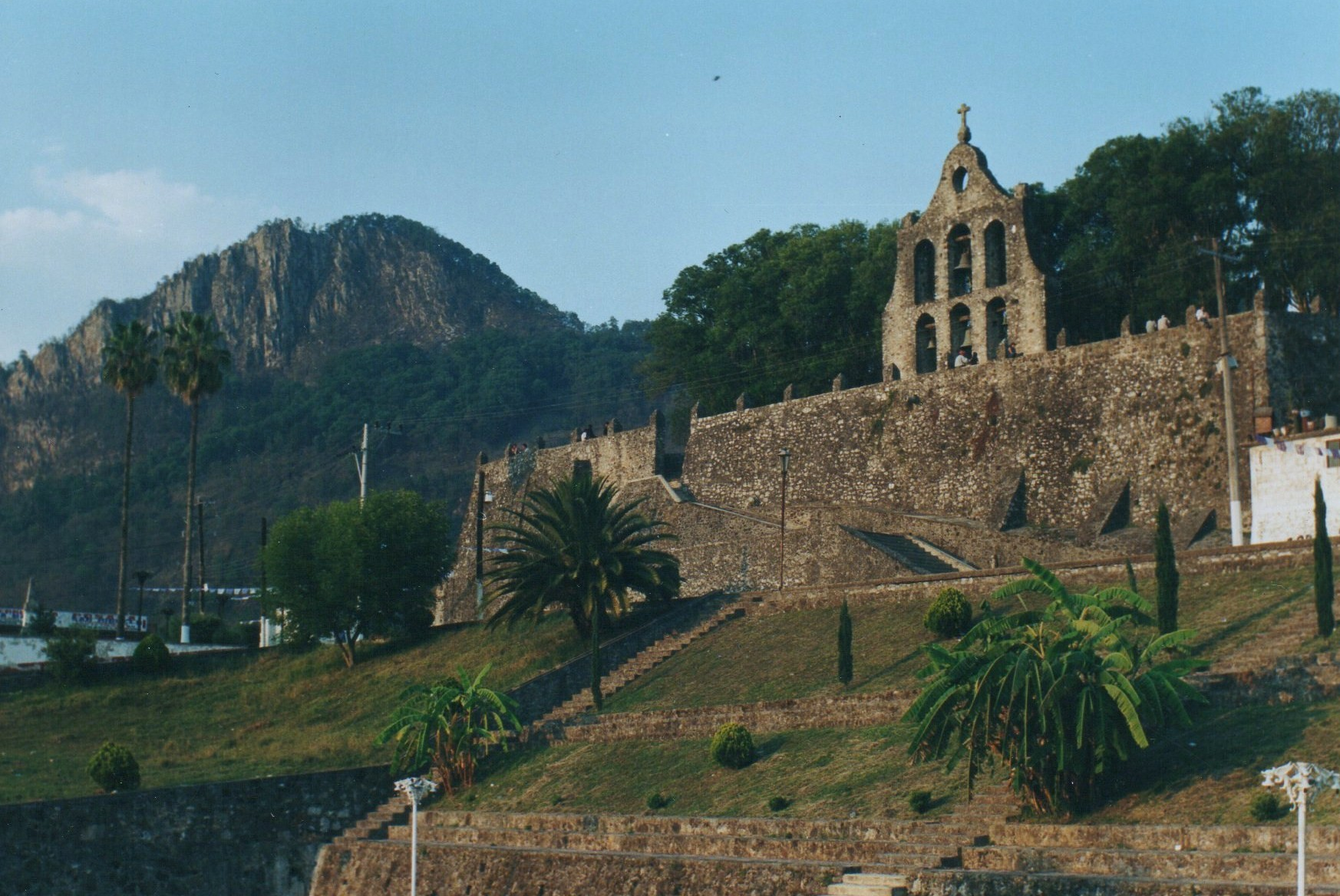
Templo y exconvento de Nuestra Señora de Loreto en la localidad de Molango.

Para el año 2020, de acuerdo al Catálogo de Localidades, el municipio cuenta con 39 localidades.
| Código INEGI | Localidad                  | Población (2020) | Porcentaje (%) | Ámbito Población | Categoría Población |
| ------------ | -------------------------- | ---------------- | -------------- | ---------------- | ------------------- |
| 130420001    | Molango                    | 4995             | 43.14          | Urbano           | Cabecera municipal  |
| 130420002    | Acayuca                    | 681              | 5.88           | Rural            | Comunidad           |
| 130420017    | San Antonio                | 681              | 5.88           | Rural            | Comunidad           |
| 130420012    | Malila                     | 674              | 5.82           | Rural            | Comunidad           |
| 130420013    | Naopa                      | 558              | 4.82           | Rural            | Comunidad           |
| 130420007    | Cuxhuacan                  | 507              | 4.38           | Rural            | Comunidad           |
| 130420022    | Tlatzintla                 | 484              | 4.18           | Rural            | Ranchería           |
| 130420011    | Ixcuicuila                 | 457              | 3.95           | Rural            | Ranchería           |
| 130420020    | Tenango                    | 353              | 3.05           | Rural            | Ranchería           |
| 130420008    | Ixmolintla                 | 285              | 2.46           | Rural            | Ranchería           |
| 130420005    | Atezca                     | 251              | 2.17           | Rural            | Ranchería           |
| 130420018    | San Bernardo               | 247              | 2.13           | Rural            | Ranchería           |
| 130420015    | Pemuxtitla                 | 209              | 1.81           | Rural            | Ranchería           |
| 130420009    | Ixcatlán (San Pedro)       | 190              | 1.64           | Rural            | Ranchería           |
| 130420043    | Temacuil                   | 150              | 1.30           | Rural            | Ranchería           |
| 130420010    | Ixcotla (Nuevo Ixcotla)    | 138              | 1.19           | Rural            | Ranchería           |
| 130420026    | Molocotlán                 | 135              | 1.17           | Rural            | Ranchería           |
| 130420006    | Coachula                   | 95               | 0.82           | Rural            | Ranchería           |
| 130420021    | Tepetlapa                  | 76               | 0.66           | Rural            | Ranchería           |
| 130420051    | Barrio Tlalaquia           | 74               | 0.64           | Rural            | Ranchería           |
| 130420025    | Xuchitlán                  | 52               | 0.45           | Rural            | Ranchería           |
| 130420003    | Acuatitlán                 | 41               | 0.35           | Rural            | Ranchería           |
| 130420023    | Xicalango                  | 41               | 0.35           | Rural            | Ranchería           |
| 130420004    | Achocoatlán                | 37               | 0.32           | Rural            | Ranchería           |
| 130420027    | Olotlilla                  | 32               | 0.28           | Rural            | Ranchería           |
| 130420024    | Zacuala (Huixquilico)      | 32               | 0.28           | Rural            | Ranchería           |
| 130420047    | Mina la 300 (Ixtapalapa)   | 28               | 0.24           | Rural            | Ranchería           |
| 130420033    | Tzacatzonco                | 17               | 0.15           | Rural            | Ranchería           |
| 130420014    | Ohuezco                    | 16               | 0.14           | Rural            | Ranchería           |
| 130420019    | Tehuizco                   | 8                | 0.07           | Rural            | Ranchería           |
| 130420055    | Atotoco                    | 7                | 0.06           | Rural            | Ranchería           |
| 130420049    | Tetipanchalco              | 6                | 0.05           | Rural            | Ranchería           |
| 130420054    | Ahuizotl                   | 5                | 0.04           | Rural            | Ranchería           |
| 130420034    | Acatla                     | 4                | 0.03           | Rural            | Ranchería           |
| 130420045    | Acatitla                   | 3                | 0.03           | Rural            | Ranchería           |
| 130420035    | Acoyotla                   | 3                | 0.03           | Rural            | Ranchería           |
| 130420030    | Satiopa (Rancho Nahuiopan) | 3                | 0.03           | Rural            | Ranchería           |
| 130420052    | Cohuaco                    | 2                | 0.02           | Rural            | Ranchería           |
| 130420016    | Piedras Negras             | 1                | 0.01           | Rural            | Ranchería           |

## Política
Se erigió como municipio el 15 de febrero de 1826. El Honorable Ayuntamiento está compuesto por: un Presidente Municipal, un síndico y siete Regidores, nueve comisiones y, cuarenta y tres Delegados Municipales. De acuerdo al Instituto Nacional electoral (INE) el municipio está integrado por quince secciones electorales, de la 0765 a la 0779. Para la elección de diputados federales a la Cámara de Diputados de México y diputados locales al Congreso de Hidalgo, se encuentra integrado al I Distrito Electoral Federal de Hidalgo y al II Distrito Electoral Local de Hidalgo. A nivel estatal administrativo pertenece a la Macrorregión IV y a la Microrregión III, además de a la Región Operativa XII Molango.

### Cronología de presidentes municipales
| Periodo                  | Nombre                         | Afiliación política        |
| ------------------------ | ------------------------------ | -------------------------- |
| 1938-1939                | Moisés Castillo Dorantes       | -                          |
| 1941-1942                | Esteban Reyes Acosta           | -                          |
| 1942-1943                | Vicente Perlasca Castillo      | -                          |
| 1944-1945                | Margarito Silva Salguero       | -                          |
| 1946-1948                | Esteban Reyes Acosta           | -                          |
| 1949-1952                | Agustín Cordero Sánchez        | -                          |
| 1952-1953                | Benito Ramírez Anaya           | -                          |
| 1953-1955                | Alfonso Ábrego Reyes           | -                          |
| 1955-1957                | Félix Olguín Nájera            | -                          |
| 1957-1958                | José Reyes Velasco             | -                          |
| 1958-1961                | Domingo Velasco Espinosa       | -                          |
| 1961-1964                | Rafael Sarmiento Melo          | -                          |
| 1964-1967                | Alfonso Vite Salazar           | -                          |
| 1967-1970                | José María Sarmiento Lugo      | -                          |
| 1970-1973                | Francisco Silva López          | -                          |
| 1973-1976                | Efraín Olguín Nájera           | -                          |
| 1976-1979                | Samuel Cano Olguín             | -                          |
| 1979-1982                | Sabino Velasco Velásquez       | -                          |
| 1982-1985                | Francisco Enríquez Reyes       | -                          |
| 1985-1988                | Arturo García Belío            | -                          |
| 1988-1991                | José Manuel Mesa Silva         | -                          |
| 1991-1994                | Lauro E. Ramírez Reyes         | -                          |
| 16/01/1994 al 15/01/1997 | Heriberto Castillo Montaño     | PRI                        |
| 16/01/1997 al 15/01/2000 | Aurelio Silva Ramírez          | PRI                        |
| 16/01/2000 al 15/01/2003 | Alfonso Lorenzo Ábrego Velasco | PT                         |
| 16/01/2003 al 09/06/2003 | Anselma Mercado Reyes          | PRI-PVEM                   |
| 10/06/2003 al 15/01/2006 | José Alfredo Lozano Cano       | PRI-PVEM                   |
| 16/01/2006 al 15/01/2009 | José Mercado Reyes             | PRI                        |
| 16/01/2009 al 15/01/2012 | José Luis Espinoza Silva       | Mas x Hidalgo              |
| 16/01/2012 al 04/09/2016 | Gabriel Nery Hernández Valdez  | Hidalgo nos Une            |
| 05/09/2016 al 04/09/2020 | Raúl Lozano Cano               | PES                        |
| 05/09/2020 al 14/12/2020 | Alejandro Sánchez García       | Concejo Municipal Interino |
| 15/12/2020 al 04/09/2024 | Alejandro Dionicio Velazco     | PRI                        |
| 05/09/2024 al 04/09/2027 | María Isabel Ramírez Mercado   | PANALH                     |

## Economía
En 2015 el municipio presenta un IDH de 0.706 Alto, por lo que ocupa el lugar 43.° a nivel estatal; Y en 2005 presentó un PIB de $316,466,796.00 pesos mexicanos, y un PIB per cápita de $30,473.00 (precios corrientes de 2005).
De acuerdo con el Consejo Nacional de Evaluación de la Política de Desarrollo Social (Coneval), el municipio registra un Índice de Marginación Medio. El 50.7% de la población se encuentra en pobreza moderada y 13.8% se encuentra en pobreza extrema. En 2015, el municipio ocupó el lugar 49 de 84 municipios en la escala estatal de rezago social.
A datos de 2015, en materia de agricultura se cuenta con los siguientes cultivos: maíz con una superficie sembrada de 1416 ha; fríjol con una superficie sembrada de 533 ha; café con una superficie sembrada de 180 ha; chile con una superficie sembrada de 20 ha. En ganadería se contó 1512 cabezas de bovino, 1305 de porcino,  425 de ovino y 45 242 de aves de corral. La pesca en el municipio se basa principalmente en la laguna de Atezca, en la que se encuentra todavía la carpa, trucha y bagre.
Para 2015 existen 329 unidades económicas, que generaban empleos para 649 personas. En lo que respecta al comercio, se cuenta con un tianguis, once tiendas Diconsa, y dos tiendas Liconsa; además de un mercado público y un rastro municipal. De acuerdo con cifras al año 2015 presentadas en los censos económicos del INEGI, la Población Económicamente Activa (PEA) del municipio asciende a 3507 de las cuales 3376 se encuentran ocupadas y 131 se encuentran desocupadas. El 28.38% pertenece al sector primario, el 22.30% pertenece al sector secundario, el 48.37% pertenece al sector terciario.